# James Semple
James Semple (Green megye, 1798. január 5. – Elsah, 1866. december 20.) az Amerikai Egyesült Államok szenátora (Illinois, 1843–1847).